# NGC 3119
NGC 3119 (NGC 3121) é uma galáxia  localizada na direcção da constelação de Leo. Possui uma declinação de +14° 18' 20" e uma ascensão recta de 10 horas, 06 minutos e 47,8 segundos.
A galáxia NGC 3119 foi descoberta em 14 de Dezembro de 1863 por Albert Marth.